# Back Stabbers
Singles de The O'Jays
Looky Looky (Look at Me Girl)
(1970) 992 Arguments
(1972)
Back Stabbers est une chanson du groupe américain The O'Jays, parue sur l'album Back Stabbers et sortie en single le 31 mai 1972.
Elle est écrite par Leon Huff, Gene McFadden et John Whitehead et produite par le duo d'auteurs-compositeurs et producteurs de musique Gamble et Huff.

## Liste des titres
| A. | Back Stabbers | G. McFadden, J. Whitehead, L. Huff | 3:07 |
| B. | Sunshine      | B. Sigler, P. Hurtt                | 3:42 |

## Accueil commercial
La chanson s'est classée à la première position du classement américain Billboard Hot Soul Singles ainsi que le Cash Box Top 100. Elle s'est également classée dans le Billboard Hot 100, atteignant la troisième rang en octobre 1972. 

## Classements et certifications
| Hit-parade                              | Meilleure position |
| --------------------------------------- | ------------------ |
| Australie (Kent Music Report)           | 92                 |
| Belgique (Wallonie Ultratop 50 Singles) | 42                 |
| Canada (RPM)                            | 39                 |
| États-Unis (Hot 100)                    | 3                  |
| États-Unis (Hot Soul Singles)           | 1                  |
| États-Unis (Cash Box Top 100)           | 1                  |
| Pays-Bas (Nederlandse Top 40)           | 11                 |
| Pays-Bas (Single Top 100)               | 8                  |
| Royaume-Uni (UK Singles Chart)          | 14                 |

| Hit-parade                    | Position |
| ----------------------------- | -------- |
| États-Unis (Hot 100)          | 35       |
| États-Unis (Cash Box Top 100) | 21       |

| Pays              | Année | Certification | Ventes certifiées |
| ----------------- | ----- | ------------- | ----------------- |
| États-Unis (RIAA) | 1972  | Or            | 1 000 000         |

## Reprises

### Version de Tina Turner
Singles de Tina Turner
Love Explosion
(1979) Music Keeps Me Dancin'
(1979)
La chanson a été reprise par Tina Turner. Sa version, typographiée Backstabbers, est issue de son quatrième album studio Love Explosion. Elle sort en novembre 1979 en tant que deuxième single de l'album,,. Backstabbers est aussi parue comme single promotionnel afin de promouvoir l'album au Royaume-Uni.

#### Liste des titres
| A. | Backstabbers     | Gene McFadden, John Whitehead, Leon Huff     | 3:35 |
| B. | Sunset on Sunset | David Courtney, Richard Niles, Billy Livsley | 3:35 |

### Autres reprises
Back Stabbers a également été repris de nombreuses fois par différents artistes dont, entre autres :
- Clarence Carter en 1972 ;
- MFSB avec une reprise instrumentale longue, parue sur leur premier album MFSB sorti en 1973 ;
- Lyn Collins sur son album Check Me Out If You Don't Know Me By Now en 1975 ;
- Stephen Cummings, sur son album Senso sorti en 1983 ;
- The Rippingtons, groupe de jazz fusion américain avec une reprise instrumentale, parue sur leur album Kilimandjaro sorti en 1987 ;
- Russell Watson, ténor anglais, qui reprend la chanson sur son album People Get Ready en 2008 ;
- Seal qui reprend Back Stabbers sur son album Soul 2 en 2011 ;
- Elvis Costello, sa version parait dans la bande originale de la première saison de la série télévisée Vinyle sortie en 2016.
- Soon Catwoman en 1998

### Échantillonnage
Plusieurs artistes ont eu recours à l'échantillonnage de Back Stabbers :
- Le groupe R&B américain TLC a échantillonné la chanson sur la chanson Case of the Fake People, tirée de leur album CrazySexyCool paru en 1994 ;
- La chanteuse américaine de R&B Angie Stone échantillonne Back Stabbers dans la chanson Wish I Didn't Miss You (en), parue sur son album Mahogany Soul sorti en 2001 ;
- B.o.B a échantillonné Back Stabbers dans sa chanson du même nom parue sur son mixtape Who the F#*k is B.o.B? sorti en 2008.